# Boule (Glücksspiel)

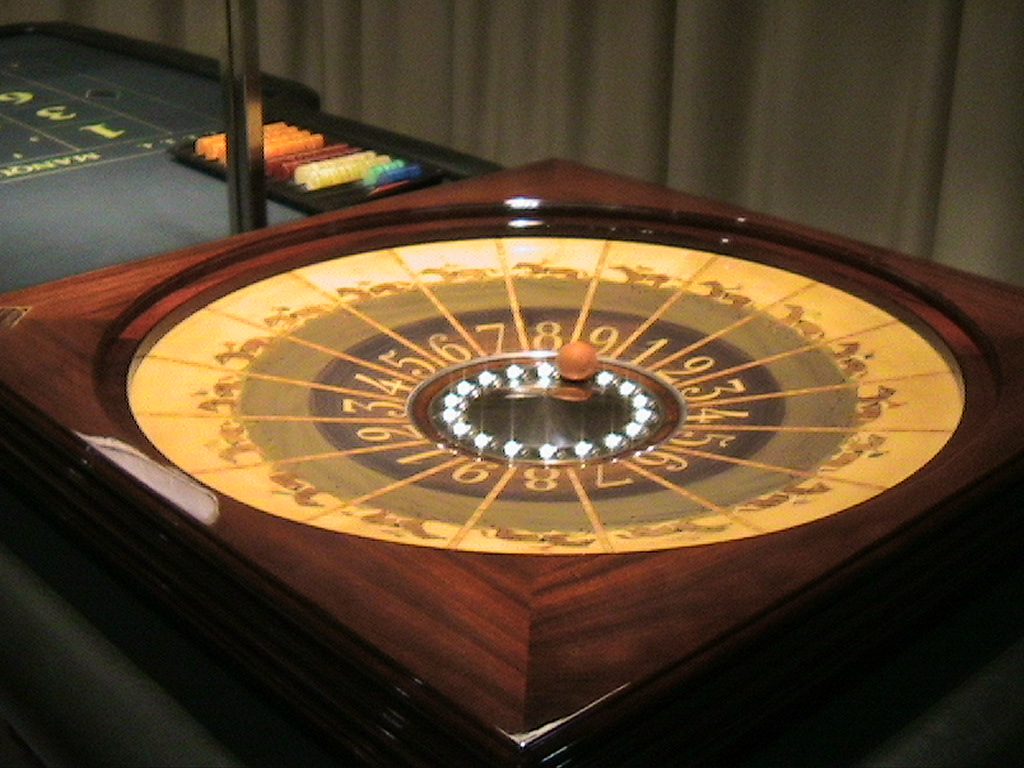
Die Fächer mancher Boule-Kessel sind in Erinnerung an das Petits chevaux mit den Bildern von Pferden verziert.

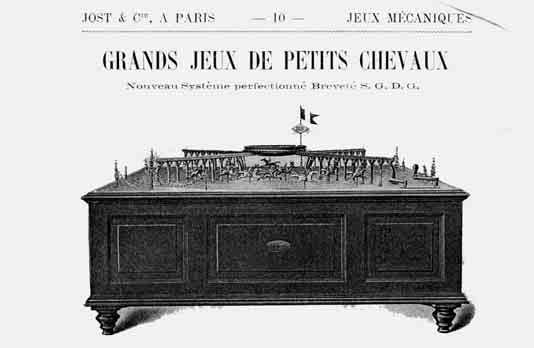
Bild aus dem Katalog der Fa. Jost, Paris 1905 (zur Verfügung gestellt vom Schweizer Spielmuseum)

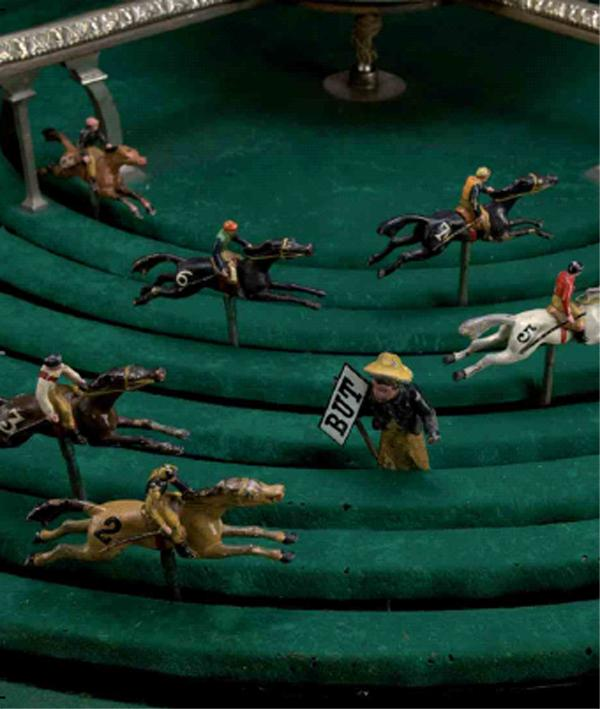
Detailbild des Petits-chevaux-Tisches aus dem Schweizer Spielmuseum.

Boule (franz. Kugel) ist der Name eines dem Roulette ähnlichen Glücksspiels, das aus dem im 19. Jahrhundert beliebten Petits chevaux hervorgegangen ist.

## Das Boule-Spiel
Der Kessel ist in achtzehn Felder unterteilt, diese sind mit den Zahlen Eins bis Neun nummeriert, jede Zahl ist zweifach vertreten. Die Zahlen 1, 3, 6 und 8 sind schwarz, die Zahlen 2, 4, 7 und 9 sind rot, die 5 ist gelb.
Anstelle einer Elfenbeinkugel wie beim Roulette wird beim Boule-Spiel ein Kautschukball geworfen.

### Die Wettmöglichkeiten

#### Einfache Chancen
- Rouge (Rot: 2, 4, 7, 9) – Noir (Schwarz: 1, 3, 6, 8)
- Pair (Gerade: 2, 4, 6, 8) – Impair (Ungerade: 1, 3, 7, 9, ohne die 5)
- Manque (Niedrig: 1, 2, 3, 4) – Passe (Hoch: 6, 7, 8, 9)

Die Zahl Fünf entspricht dem Zéro beim Roulette: Fällt die Boule auf die Fünf, so verlieren alle Einsätze auf den einfachen Chancen.

#### Mehrfache Chancen
- Plein: Ein Satz auf eine volle Nummer wird im Gewinnfall im Verhältnis 7:1 ausbezahlt.
- Cheval: Ein Satz auf zwei Nummern wird im Gewinnfall im Verhältnis 3:1 ausbezahlt.

### Bankvorteil
Der Bankvorteil beträgt bei allen Wettarten des Boule-Spiels 1/9 = 11,1 %. Boule ist daher für den Spieler sehr nachteilig. Beim Roulette etwa beträgt der Bankvorteil auf den einfachen Chancen 1,35 %, auf den mehrfachen 2,70 %.
Boule wird verglichen mit dem Roulette um niedrige Einsätze gespielt, vor allem in Kurorten, wo es keine Konzession für das Grand jeu, d. h. für eine Spielbank gibt.

## Petits chevaux
Beim Petits chevaux auch Jeu des petits chevaux oder Rösslispiel gibt es dieselben Wettmöglichkeiten wie beim Boule. Die Gewinnzahl wird jedoch nicht durch das Werfen einer Kugel bestimmt, sondern durch einen mechanischen Apparat, der ein Pferderennen en miniature simuliert.
Petits chevaux war der Vorläufer des Boule: Die Fächer mancher Boule-Kessel sind in Erinnerung an das Petits chevaux mit den Bildern von Pferden verziert. Es wurde erstmals 1875 in einer Spielhalle in Trouville in Betrieb genommen. Um 1900 war Petits chevaux ein sehr beliebtes Casino-Spiel. Ein noch erhaltener Spieltisch der Firma J. A. Jost (Paris um 1905) ist im Schweizer Spielmuseum in La Tour-de-Peilz ausgestellt. Im Casino Baden-Baden wurde noch bis zum Jahre 2003 zur Zeit der Iffezheimer Rennwochen ein ähnliches Spiel, das Pferderoulette Klondyke, gespielt; der Spielapparat befindet sich heute im Stadtmuseum Baden-Baden.
In Frankreich wird der Name Petits chevaux auch für eine Variante des Pachisi bzw. Mensch, ärgere dich nicht benutzt; die Spielsteine sind als Springer gestaltet, siehe Jeu des petits chevaux.